# Clemens Zwijnenberg
Clemens Zwijnenberg (Losser, 18 mei 1970) is een voormalig Nederlands voetballer. De verdediger speelde onder andere voor FC Twente, Feyenoord en het Deense Aalborg BK. Zijn bijnaam is Turbo.

## Clubcarrière
Zwijnenberg verkaste in 1987 van de amateurs van KVV Losser naar FC Twente. In zijn eerste twee seizoenen speelde hij voor het tweede elftal en was hij geregeld reserve bij het eerste. Op 2 april 1989 maakte hij zijn debuut in de hoofdmacht, in een uitwedstrijd tegen RKC. Zwijnenberg was aanvankelijk aanvaller, maar werd door trainer Theo Vonk tot rechtervleugelverdediger gebombardeerd toen deze krap kwam te zitten in verdedigers. Met zijn snelheid en power kwam Zwijnenberg goed tot zijn recht op zijn nieuwe plek en hij groeide in zijn nieuwe rol uit tot een vaste basisspeler. Voor Twente kwam Zwijnenberg uit in 148 competitiewedstrijden, waarin hij dertien keer scoorde. Ook speelde hij vijf wedstrijden in Europees verband.
In 1995 meldde Feyenoord zich voor Zwijnenberg. Trainer Willem van Hanegem bleek erg gecharmeerd van de Tukker. Zwijnenberg startte veelbelovend bij de Rotterdamse club en scoorde onder andere op 22 oktober 1995 in de thuiswedstrijd tegen Ajax. Ook speelde hij in de Champions League tegen Juventus. Van Hanegem werd echter vervangen door Arie Haan, onder wie Zwijnenberg regelmatig op de reservebank belandde. Daarbij kreeg hij te maken met blessures.
Begin 1998 werd Zwijnenberg tussentijds getransfereerd naar Aalborg BK in Denemarken. In seizoen 1998/1999 werd hij achterneenvolgens verhuurd aan Bristol City FC en NAC. In de zomer van 1999 tekende hij voor SC Austria Lustenau. Knieproblemen zorgden ervoor dat Zwijnenberg niet meer zijn oude niveau haalde en in 2001 besloot hij zijn profloopbaan te beëindigen.
Met zijn gezin verhuisde Zwijnenberg vervolgens terug naar Losser, waar hij een baan vond in het bedrijfsleven. 
Zwijnenberg was in het seizoen 2012/2013 assistent-coach bij de B-jeugd van FC Twente. In het seizoen 2013/14 is hij trainer van het zaterdagteam van fusieclub SDC '12 uit Denekamp. In de seizoenen 2014/15 tot en met 2016/2017 is hij hoofdtrainer bij VV Oldenzaal. Vanaf het seizoen 2017/2018 is hij hoofdtrainer bij r.k.s.v. EMOS in Enschede.